# 小高和剛
小高 和剛（こだか かずたか、1978年7月8日 - ）は、日本のゲームクリエイター、作家。トゥーキョーゲームス代表。日本大学芸術学部卒。
以前はスパイク・チュンソフト（旧スパイク）に所属していた。

## 経歴
高校3年で受験疲れを起こしていた時に、映画で勉強ができるという話に惹かれ日本大学芸術学部を志望して入学、映画学科を専攻する。大学の同期に声優の小野大輔がいた。映画監督を目指す学生が大半である環境であったために周囲と同様就職の道は考えずにいた中、大学の教授からゲーム『クロックタワー3』に収録するムービー撮影の仕事を紹介され、監督の深作欣二のもと助監督を務めることとなった。これが初めてのテレビゲーム関連の仕事に触れた経験だったが、仕事内容は映画のものだったのでゲームの仕事という意識は当時さほどなかったという。しかし、その仕事環境は後の述懐で「地獄」と表現するほどの非常に厳しいものであり、これを機に小高は映画監督という道を見直すことになる。
その後も自主製作映画を撮っていたが、その傍ら知り合いのつてでゲームシナリオの仕事を受けるようになり、映画への行き詰まりとゲームシナリオの仕事が順調になったことを受け次第にゲームの分野に軸足を置き始める。最初に単独でシナリオを書いた『探偵 神宮寺三郎シリーズ』の携帯アプリ・小説作品などが評価される一方、請負でやっていては自分の望むオリジナル作品を作れないと考えた小高はスパイクに入社する。すぐにオリジナル作を作りたいと考えていたが当初は外注作品担当に回されたことで、『名探偵コナン&金田一少年の事件簿 めぐりあう2人の名探偵』のシナリオを執筆。同作の好評を機にオリジナル企画を提出するようになるがなかなか企画は通らず、最終的にアニメ・ライトノベル的な要素とメフィスト系の要素を組み込んだ、それが後の『ダンガンロンパ 希望の学園と絶望の高校生』の原型となる企画を提出してゴーサインが出た。当初は売上5万本程度に終わると思っていた同作が口コミによってヒット作となり、以降はダンガンロンパシリーズのシナリオライティングを中心に漫画『グレン5』の原作執筆など活躍の場を広げている。
2018年にスパイク・チュンソフトを退社。同年9月より打越鋼太郎、小松崎類、しまどりるらダンガンロンパシリーズのスタッフと共にトゥーキョーゲームスを設立。

## 作品

### ゲーム
- クロックタワー3（2002年12月12日、カプコン、PS2）ムービー助監督
- 探偵 神宮寺三郎シリーズ（携帯アプリ版、コナミ）シナリオ
  - 6枚の犯行
  - 亡煙を捜せ！
  - キトの夜
  - 四角の罠
  - イヌと呼ばれた男
- 爆走デコトラ伝説 BLACK（2008年3月20日、スパイク、DS）シナリオ
- 名探偵コナン&金田一少年の事件簿 めぐりあう2人の名探偵（2009年2月5日、バンダイナムコゲームス、DS）シナリオ
- ダンガンロンパシリーズ（スパイク（『1』）/スパイク・チュンソフト（『2』以降））企画、シナリオ
  - ダンガンロンパ 希望の学園と絶望の高校生（2010年11月25日、PSP）
  - スーパーダンガンロンパ2 さよなら絶望学園（2012年7月26日、PSP）
    - ダンガンロンパ 1･2 Reload（2013年10月10日、PS Vita / 2017年5月18日、PS4）

  - 絶対絶望少女 ダンガンロンパ Another Episode（2014年9月25日、PS Vita）
  - ニューダンガンロンパV3 みんなのコロシアイ新学期（2017年1月12日、PS4 / PS Vita）
- スクール オブ ラグナロク（スクウェア・エニックス）世界設定・シナリオ
- デスカムトゥルー（2020年6月25日、iOS・Android・NS / 2020年11月12日、PS4・PC）ゲームディレクター・シナリオ
- ワールズエンドクラブ（2020年9月4日）クリエイティブディレクター[6]
- 超探偵事件簿 レインコード（2023年6月30日、NS）シナリオ
- HUNDRED LINE -最終防衛学園-（2025年4月24日、NS・PC）シナリオ
- 終天教団（2025年9月5日、NS・PC）ストーリー[7]

### 小説
- 探偵 神宮寺三郎 新宿の亡霊（2006年11月24日、ゴマブックス【上下巻】）
- 探偵 神宮寺三郎 輝かしいミライ（2007年2月13日、ゴマブックス）
- ダンガンロンパ／ゼロ（2011年9月16日～10月14日、星海社【上下巻】）

### アニメ
- ダンガンロンパ 希望の学園と絶望の高校生 The Animation（2013年7月4日～9月26日、TBS系列）シナリオ監修、オープニングテーマ「Never Say Never」「モノクマおんど」作詞
- うーさーのその日暮らし 夢幻編（2015年）第11話「名探偵うーさー、最後の事件」脚本
- ダンガンロンパ3 -The End of 希望ヶ峰学園-（2016年）シナリオ原案、総指揮
- アクダマドライブ（2020年）ストーリー原案[8]
- トライブナイン（2022年）原案[9]

### 漫画
- グレン5（『月刊コミックジーン』2013年10月号～2015年4月号、メディアファクトリー）原作
- ダンガンロンパ害伝 キラーキラー（『別冊少年マガジン』2016年4月号～2017年5月号、講談社）シナリオ
- ギャンブラーズパレード（『週刊少年マガジン』2018年45号～2019年30号、講談社）原作

### コラム
- 絶対絶望小高（『週刊ファミ通』2014年8月21･28日合併号～2017年1月26日号）
  - ダンガンロンパ小高 ～『ダンガンロンパ』を作りながらの890日～